# Valy (berg)
Valy är ett berg i Tjeckien.   Det ligger i regionen Zlín, i den östra delen av landet, 270 km sydost om huvudstaden Prag. Toppen på Valy är 467 meter över havet, eller 51 meter över den omgivande terrängen. Bredden vid basen är 0,98 km.
Terrängen runt Valy är kuperad åt sydost, men åt nordväst är den platt. Runt Valy är det ganska glesbefolkat, med 40 invånare per kvadratkilometer. Närmaste större samhälle är Uherský Brod, 10,1 km väster om Valy. I omgivningarna runt Valy växer i huvudsak blandskog.